# 裴隆主義婦女黨
裴隆主義婦女黨（西班牙語：Partido Peronista Femenino，縮寫：PPF）是一個存在於20世紀中期的阿根廷政黨，1949年成立，1955年解散。創立者及首任黨主席為當時的阿根廷第一夫人伊娃·裴隆。不同於以男性為主的裴隆主義黨，裴隆主義婦女黨只接受女性入黨。

## 歷史
1949年7月，裴隆主義婦女黨在布宜諾斯艾利斯的賽凡提斯劇院成立，當天有一千五百名婦女到場。布宜諾斯艾利斯省省長多明戈·梅爾坎特在會上致詞，而出任該黨首任黨主席的伊娃·裴隆也發表了近兩個小時的演說:188-189。
1955年軍事政變後，裴隆主義婦女黨與其他裴隆主義團體一樣都被解散。